# Linda Arvidson
Linda Arvidson (ur. 12 lipca 1884 w San Francisco, zm. 26 lipca 1949 w Nowym Jorku) – amerykańska aktorka.

## Filmografia
- 1908: Przygody Dollie jako Matka
- 1909: Spekulant zbożowy
- 1910: Nieubłagane morze
- 1911: Enoch Arden